# Stazione di Ikoma

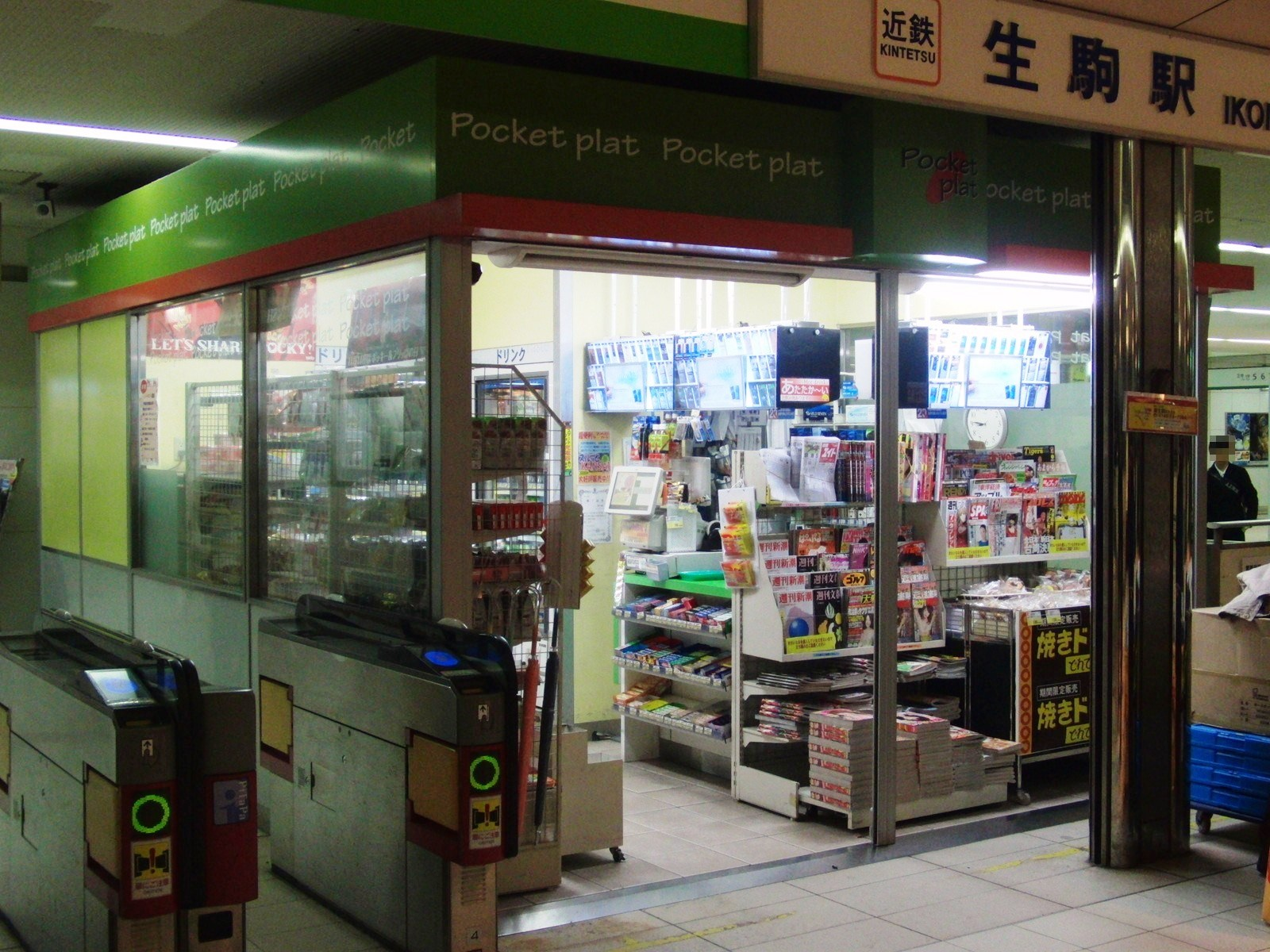
Vista dell'area tornelli e di un chiosco della stazione

La stazione di Ikoma (生駒駅?, Ikoma-eki) è un'importante stazione ferroviaria situata nella città di Ikoma, nella prefettura di Nara, in Giappone, situata sulla linea Kintetsu Nara e interscambio per le linee Ikoma e Keihanna delle Ferrovie Kintetsu.

## Linee
Ferrovie Kintetsu
● Linea Kintetsu Nara
● Linea Kintetsu Ikoma
● Linea Kintetsu Keihanna

## Aspetto
La stazione è costituita da 5 binari passanti e uno tronco, con tre marciapiedi a isola centrale. Il fabbricato viaggiatori si trova sopra il piano del ferro. I due binari della linea Keihanna sono isolati rispetto a quelli delle linee Nara e Ikoma.
| 1   | ● Linea Kintetsu Keihanna | per Gakken Nara-Tomigaoka                                                                        |
| 2   | ● Linea Kintetsu Keihanna | per Shin-Ishikiri, Nagata e, via linea Chūō della metropolitana di Osaka, Hommachi e Cosmosquare |
| 3   | ■ Linea Kintetsu Nara     | per Gakuen-mae, Yamato-Saidaiji, Kintetsu Nara e Tenri                                           |
| 4   | ■ Linea Kintetsu Nara     | per Tsuruhashi, Ōsaka Uehommachi, Ōsaka Namba, Amagasaki, Kōshien e Sannomiya                    |
| 5-6 | ● Linea Kintetsu Ikoma    | per Minami-Ikoma, Shigisanshita e Ōji                                                            |

## Stazioni adiacenti
| «                       | Servizio                                   | »                   |
| Linea Kintetsu Nara     | Linea Kintetsu Nara                        | Linea Kintetsu Nara |
| ----------------------- | ------------------------------------------ | ------------------- |
| Ishikiri                | Locale Semiespresso sezionale Semiespresso | Higashi-Ikoma       |
| Ishikiri                | Espresso                                   | Gakuen-mae          |
| Tsuruhashi              | Espresso Rapido                            | Gakuen-mae          |
| Linea Kintetsu Ikoma    |                                            |                     |
| Capolinea               | Locale                                     | Nabata              |
| Linea Kintetsu Keihanna |                                            |                     |
| Shin-Ishikiri           | Locale                                     | Shiraniwadai        |